# ꟿ
Cette page contient des caractères spéciaux ou non latins. S’ils s’affichent mal (▯, ?, etc.), consultez la page d’aide Unicode.
ꟿ, appelé M archaïque épigraphique, est une lettre additionnelle de l’écriture latine utilisée dans des inscriptions épigraphiques comme abréviation de certains prénoms romains dont notamment Manius. Elle a la forme archaïque d’un M.

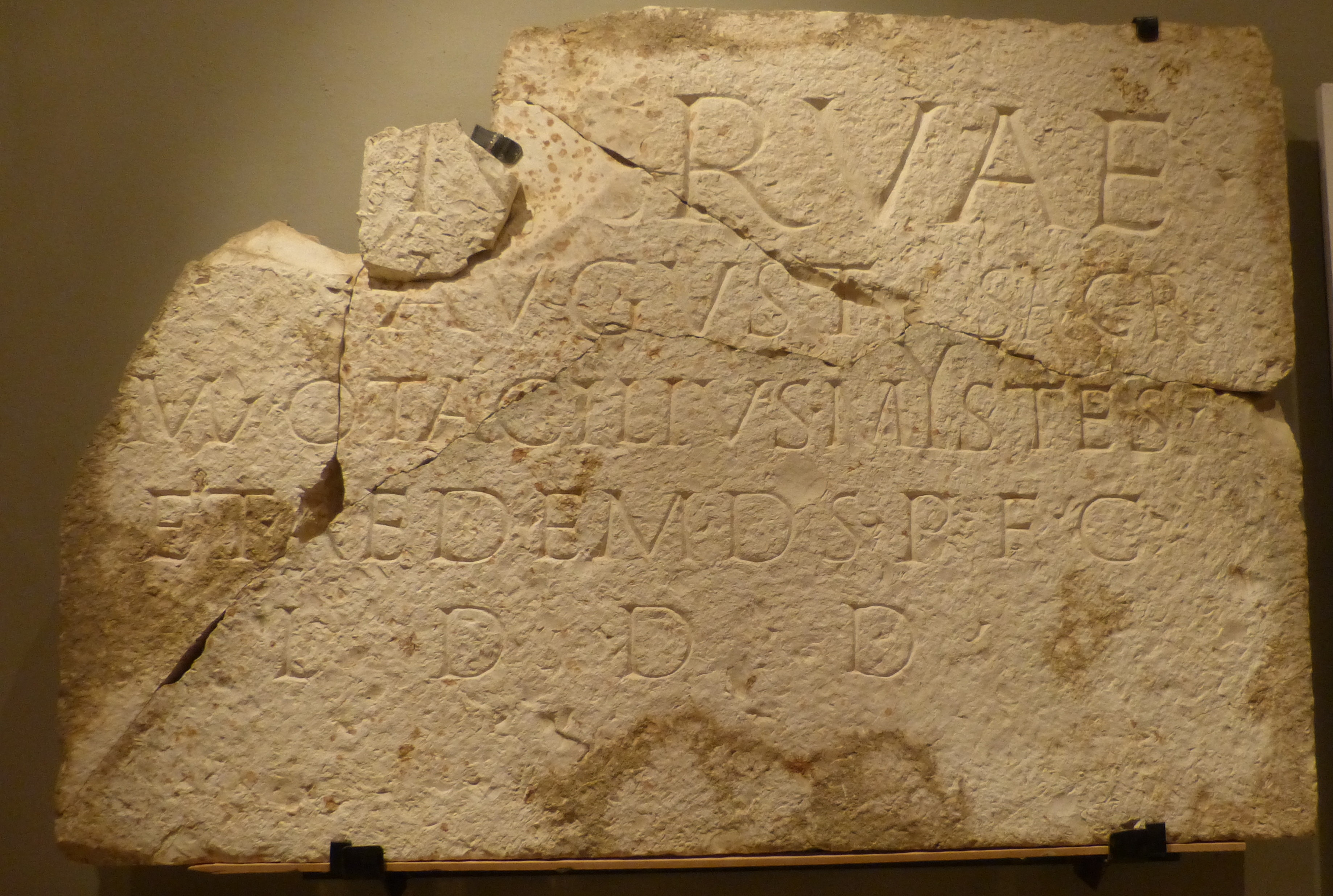
ꟿ pour le prénom romain Manius au début de la troisième ligne d’une pierre du forum romain de Butrint (conservée au British Museum).
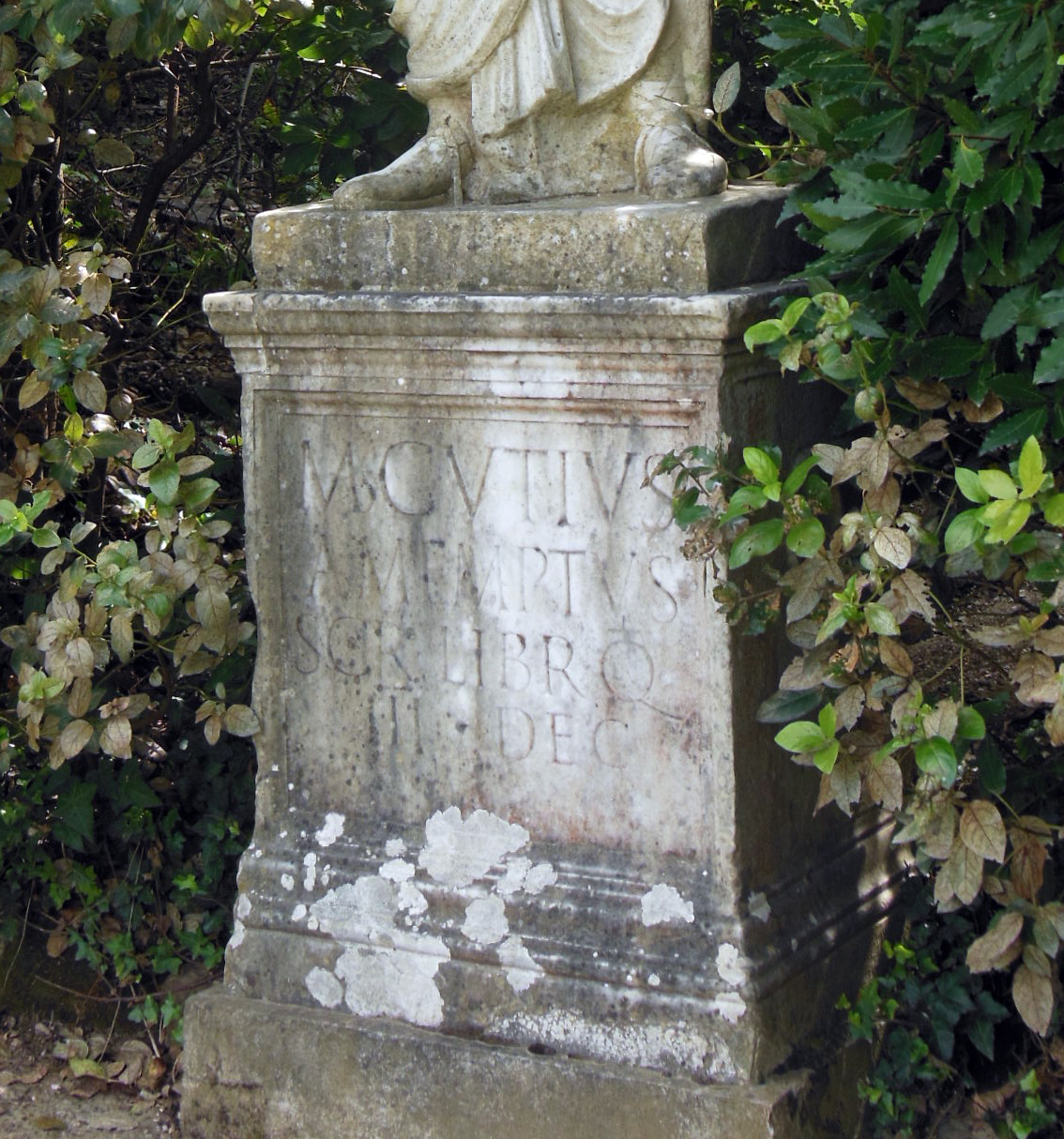
ꟿ pour le prénom romain Manius sur la première ligne d’une inscription sur la base d’une statue située à Florence.

## Représentation informatique
La M épigraphique archaïque peut être représentée avec les caractères Unicode (Latin étendu D) suivants :
| formes    | représentations | chaînes de caractères | points de code | descriptions                                     |
| --------- | --------------- | --------------------- | -------------- | ------------------------------------------------ |
| majuscule | ꟿ               | ꟿ                     | U+A7FF         | lettre majuscule latine épigraphique m archaïque |